# 小株红景天
小株红景天（学名：Rhodiola handelii）是景天科红景天属的植物，为中国的特有植物。分布于中国大陆的四川等地，生长于海拔4,150米至4,300米的地区，多生长于山坡石上，目前尚未由人工引种栽培。